# Zacatula scabra
Zacatula scabra är en insektsart som beskrevs av Walker, F. 1870. Zacatula scabra ingår i släktet Zacatula och familjen vårtbitare. Inga underarter finns listade i Catalogue of Life.